# Lotnik Wrocław
Lotnik Wrocław – polski klub piłkarski z siedzibą we Wrocławiu powstały w 1946 roku.

## Sukcesy
Największym osiągnięciem klubu jest gra w II lidze w sezonach 1966/67 i 1967/68, kiedy to Lotnik zajął kolejno dziewiątą i trzynastą pozycję.

## Występy na II i III szczeblu rozgrywkowym
| Sezon   | Liga                             | Miejsce | Mecze | Bilans bramkowy | Punkty | Uwagi  |
| 1962/63 | liga okręgowa grupa wrocławska   | 5       | 26    | ?-?             | 25     |        |
| 1963/64 | liga okręgowa grupa wrocławska   | 5       | 28    | 42-50           | 30     |        |
| 1964/65 | liga okręgowa grupa wrocławska   | 5       | 26    | ?-?             | 28     |        |
| 1965/66 | liga okręgowa grupa wrocławska I | 1       | 18    | 39-15           | 35     | awans  |
| 1966/67 | II liga                          | 9       | 30    | 38-41           | 28     |        |
| 1967/68 | II liga                          | 13      | 30    | 38-46           | 25     | spadek |
| 1968/69 | III liga grupa I (śląska)        | 9       | 30    | 51-44           | 30     |        |
| 1969/70 | III liga grupa I (śląska)        | 3       | 30    | 30-21           | 36     |        |
| 1970/71 | III liga grupa I (śląska)        | 2       | 30    | 34-22           | 37     |        |
| 1971/72 | III liga grupa I (śląska)        | 15      | 30    | 26-40           | 22     | spadek |
| Sezon   | Liga                             | Miejsce | Mecze | Bilans          | Punkty | Uwagi  |

| Oznaczenie kolorami |
| ------------------- |
| II poziom ligowy    |
| III poziom ligowy   |
| IV poziom ligowy    |
| V poziom ligowy     |

## Znani wychowankowie
- Lesław Ćmikiewicz
- Zdzisław Kostrzewa
- Grzegorz Kowalski